# Genealogie

Stammbaum von Georg Friedrich Händel mit Berufsbezeichnungen

Genealogie (von altgriechisch genealogéo „die Abkunft ermitteln“, zurückgehend auf γενεά geneá „Geburt, Abstammung, Sippschaft, Familie“ und λόγος lógos „Lehre“) ist ein Fachausdruck für die vor allem privat betriebene Ahnenforschung und (geschichtliche) Familienforschung, zugleich aber auch für eine der Historischen Hilfswissenschaften. Genealogen oder Familienforscher befassen sich mit menschlichen Verwandtschaftsbeziehungen und ihrer Darstellung. Dabei richtet sich das Interesse teilweise vorrangig auf die biologische Herkunft (Ahnenforschung), teilweise auf das gesamte familiäre Umfeld sozialer Beziehungen einschließlich der affinen, Patenschafts- und anderer personenbezogener Beziehungen (Familienforschung), ähnlich wie der Begriff „Verwandtschaft“ in der geschichtswissenschaftlichen und ethnologischen Verwandtschaftsforschung verstanden wird.
Als Textsorte stellt eine Genealogie die Auflistung namentlich bekannter Vorfahren einer Person dar; Beispiele finden sich bereits im Alten Testament oder bei Hesiod.
Von der Familienforschung zu unterscheiden ist die Bedeutung der Genealogie als eines philosophischen Verfahrens: Sie zielt im Anschluss an Friedrich Nietzsche und Michel Foucault darauf, die Geschichtlichkeit gegenwärtiger Moralvorstellungen oder Diskurse herauszuarbeiten.
Bei der Ermittlung von Erben ist die Genealogie von Bedeutung, da nach deutschem Erbrecht auch Nachkommen von weit entfernten Vorfahren erbberechtigt sein können.
In der Biologie, insbesondere in der Tierzucht wird der Begriff Genealogie ebenfalls verwendet; hier für den rein genetischen Zusammenhang einer Gruppe von Lebewesen, die biologische Abstammung eines Lebewesens von anderen Lebewesen.
Mit der Herkunftsgeschichte von Wörtern und Begriffen befasst sich die Etymologie.

## Gegenstand
Typischerweise setzt die Genealogie bei der Rekonstruktion von (biologisch-genetischen oder rechtlichen) Abstammungsverhältnissen an. Von einer bestimmten Person als Ego „Ich“ oder Proband „Testperson“ ausgehend, erforscht die Genealogie in aufsteigender Linie die Vorfahren (Ahnen, daher „Ahnenforschung“) und in absteigender Linie deren Nachkommen. Sobald die Beschreibung der Zusammenhänge über die reine Darstellung der Abstammung hinausgeht, spricht man von „Familiengeschichtsforschung“ – zum Beispiel mit dem Ziel, die Lebensumstände entfernter Vorfahren herauszufinden.

### Ahnen- und Familiengeschichtsforschung
Die Gegenstände der Ahnen- und Familiengeschichtsforschung bestehen in den Informationen, die von (Hobby-)Genealogen zur Rekonstruktion von Lebenslauf, Familie und Verwandtschaft typischerweise zusammengestellt werden:
- Die sogenannten „Friedhofsdaten“: Name, Geburt, Adoption, (zivile) Heirat, Tod von Personen.
- Parallel dazu die religiöse Biographie, also Konfessions- oder Religionszugehörigkeit und (soweit zutreffend) die Kasualien Taufe, kirchliche Heirat, Begräbnis.
- Eltern-Kind-Beziehungen zwischen Personen, zum Beispiel auch im Rahmen von Vaterschaftstests, mit denen Ahnentafeln und Stammbäume erstellt werden können.
- Heiratsbeziehungen, auch Scheidungen (Heirat konstituiert im deutschen juristischen Sinne keine Verwandtschaft, sondern Schwägerschaft, fällt aber z. B. unter den ethnologischen Verwandtschaftsbegriff).
- Beziehungen zu Taufpaten und Trauzeugen.
- Schreibweisen und Varianten der Vor- und Nachnamen.
- Wohnorte, konkrete Hausadressen, Höfe.
- Berufe, Ausbildung, Titel, Ämter.
- Totgeburten, Todesursachen.
- Beteiligung an historischen Ereignissen, z. B. Kriegen.
- (Porträt-)Fotos.
- Persönliche Briefe und andere Schriften.
- Genealogische DNA-Tests, primär als Hilfsmittel zur Identifikation biologischer Verwandter („Matching“); darüber hinaus verspricht die sogenannte „Herkunftsanalyse“ die Feststellung biologischer „Ethnizität“ jenseits konkreter genealogischer Verbindungen.

### Spezielle Fragestellungen
- Auswandererforschung
- Erforschung bestimmter Berufsgruppen oder Zünfte (z. B. Gelehrte, Pfarrer, Glasmacher, Müller, Scharfrichter)
- Vollständige Erfassung der Bevölkerung eines Ortes in einem Ortsfamilienbuch
- Wirte- und Höfeforschung (Inhaber von Gast- und Bauernhöfen)
- Ermittlung des Ahnenverlustes durch die Verwandtschaftlichkeit von Vorfahren

Da die Genealogie ein Teilgebiet der geschichtlichen Forschung darstellt, werden häufig auch weitere verwandte oder naheliegende Bereiche wie Namen- und Wappenkunde, Heimat- und Militärgeschichte, Kriegsgräber, aber auch Verwandtschaftsgrade behandelt.
Ein selbstständiger Bereich der Genealogie ist die Namenforschung zur Herkunft, Verbreitung und Bedeutung von Familiennamen.

## Forschungsmethoden

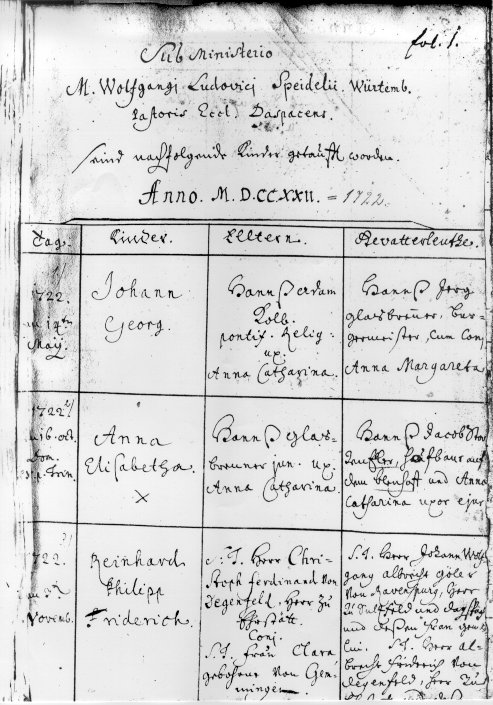
Seite eines Kirchenbuches

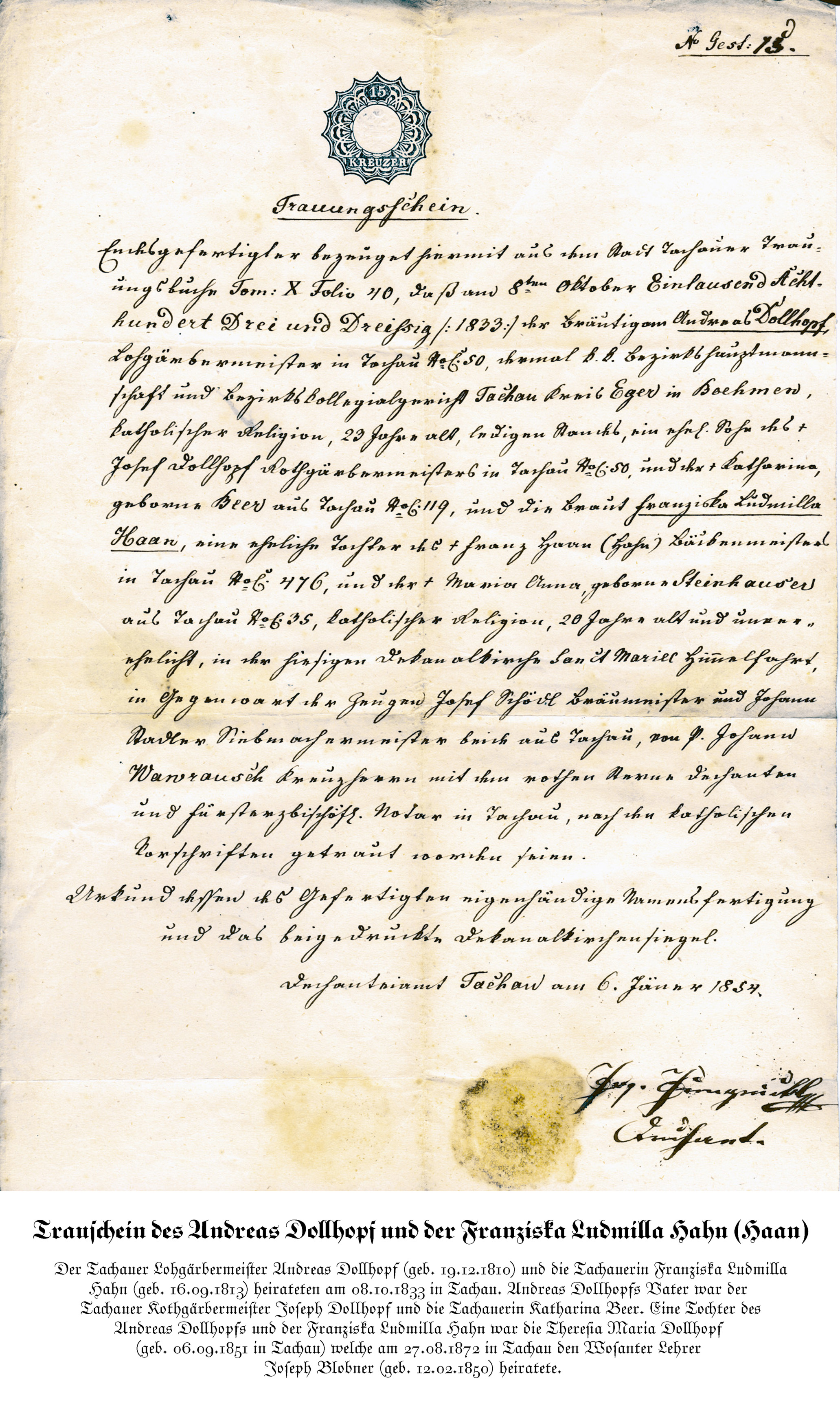
Eine Personenstandsurkunde

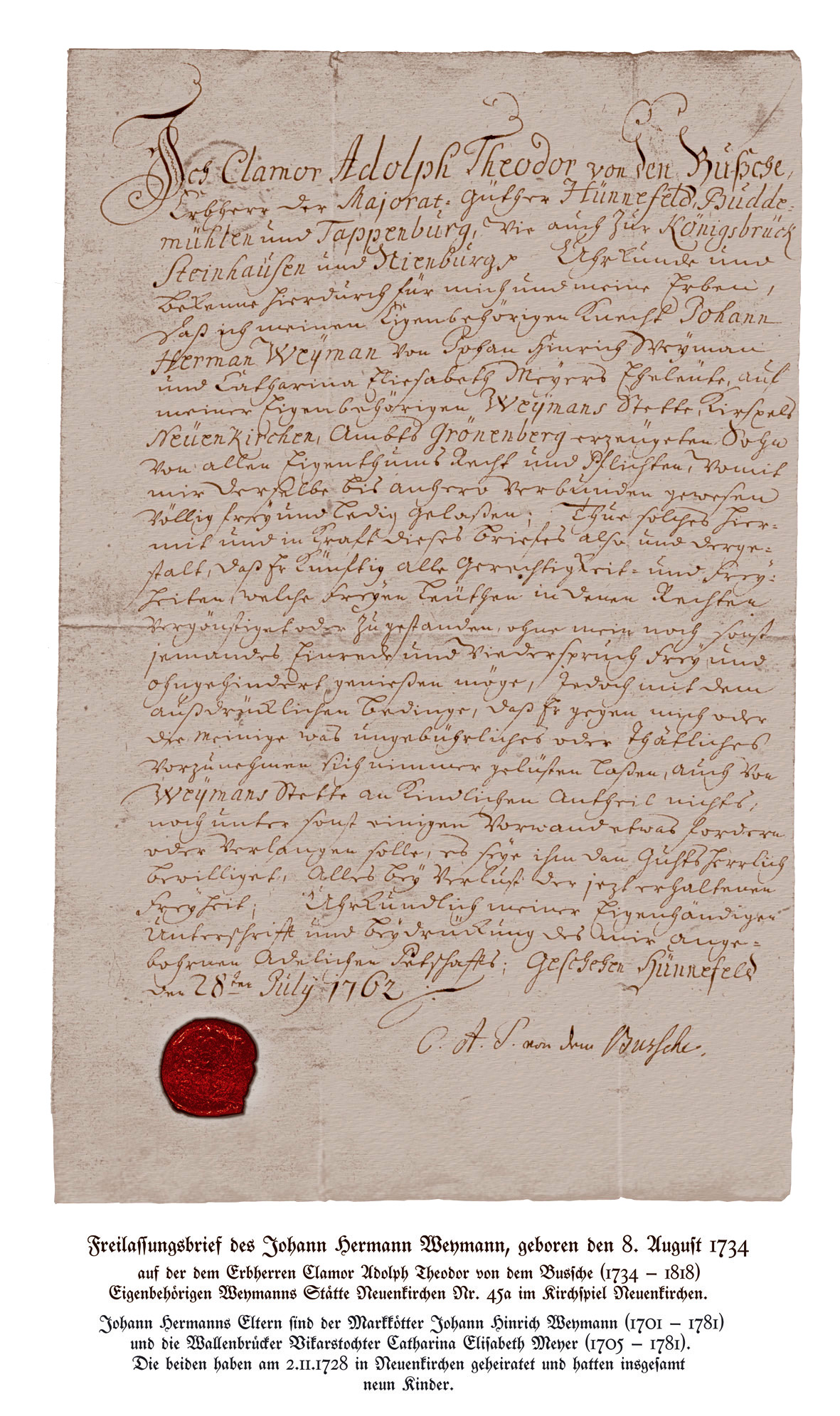
Ein Freilassungsbrief

Das Interesse an der Genealogie erwacht meist an der eigenen Familie. Man beginnt mit Fragen an Eltern, Großeltern und Verwandte nach familiären Zusammenhängen und der Herkunft der Vorfahren. Familienbücher, Familienfotos und ein möglicherweise noch vorhandener Ahnenpass liefern weitere Informationen. In einigen Regionen gibt es auch schon seit Jahrzehnten die Tradition der Sterbebildchen oder Totenzettel, die sich hervorragend für die Ahnenforschung eignen, da sie oft neben einem Foto des Verstorbenen auch Geburts- und Sterbedaten sowie weitere Informationen (Namen von Verwandten, Geburtsname, Hinweise auf die Art des Todes) enthalten. Außerdem wird man, insbesondere in den letzten Generationen, auch auf dem Friedhof fündig. Auf den Grabsteinen stehen häufig ebenfalls weitere Daten. Fotos, urkundliche Belege und Dokumente sowie die Biografien und Lebensbilder der Großeltern, Urgroßeltern und weiterer Verwandter sind der Grundstock für eine Familienchronik.
Die weitere Forschung erfordert die Beschäftigung mit den Quellen; hierzu ist Fachwissen nötig, das sich jeder Genealoge im Laufe seiner Forschungstätigkeit aneignet. In diesem Zusammenhang wurde auch auf die Tücken personengeschichtlicher Forschungen zum Mittelalter hingewiesen und „an den zum Teil etwas kühnen Hypothesen über Verwandtschaftsbeziehungen […] deutliche Kritik geäußert.“
Die Forschung an älteren Quellen wie den Kirchenbüchern oder Gerichtsbüchern erfordert die Fähigkeit des Lesens alter Schriften (siehe Paläografie) und in katholischen Gebieten zumeist Lateinkenntnisse. Veränderlichkeit der Familiennamen und ein ausgedehnter Heiratskreis der zu erforschenden Personen sind zu berücksichtigen. Die Forschung gelangt bisweilen an den sogenannten Toten Punkt, den es zu überwinden gilt. Mit der Verdopplung der Zahl der Vorfahren in jeder Generation weitet sich das Bild von der persönlichen Ahnenschaft aus zu Themen wie Heimatgeschichte, Sozialgeschichte, Wirtschaftsgeschichte und Bevölkerungsgeschichte ganzer Orte (siehe Ortsfamilienbuch) oder Regionen.
Anstatt der eigenen können auch die Vorfahren und Nachkommen historischer Persönlichkeiten, herausragender Vertreter bestimmter Berufsgruppen oder anderer subjektiv gewählter Personen erforscht werden. In einem reiferen Stadium kommen Forscher oft zu einer immer größeren Genauigkeit und Detailliertheit bei der Erfassung der Daten. Beispielsweise kann man die Geschwister der Vorfahren einbeziehen, ihre Ehepartner, ihre Kinder und die soziale Stellung ihrer jeweiligen Schwiegereltern, wodurch wissenschaftliche Sekundäranalysen der Daten sinnvoll und besonders aussagekräftig werden.
Ein wichtiges Qualitätsziel einer weitgehend von Laienforschern betriebenen Datenerhebung und -darstellung in der Genealogie besteht darin, die Forscher so weit mit wissenschaftlichen Standards zu versehen und zu motivieren, dass die erhobenen Daten den Kriterien der Qualität und Wissenschaftlichkeit gerecht werden, in den wissenschaftlichen Diskurs eingegliedert (Publikation, Darstellung, evtl. Internet) und in einen historischen Kontext gestellt werden können.
Eine in den letzten Jahren angewandte Praxis zur Ermittlung von Parentalgenerationen und Herkunftsgebieten sind kommerzielle DNA-Tests, deren Einsatz aber umstritten ist. Unter DNA-Genealogie versteht man die Verbindung der traditionellen Genealogie und Familiengeschichtsforschung auf der Grundlage schriftlicher Quellen mit der Analyse und Auswertung des menschlichen Erbguts, der DNA (englisch Deoxyribonucleic acid; auch DNS = Desoxyribonukleinsäure). Zur DNA-Analyse wird eine Speichelprobe oder mit einem Wattestäbchen eine Probe von Zellen aus der Mundschleimhaut entnommen, aus der dann in spezialisierten Laboren das Erbgut isoliert wird. Dabei wird in der Regel weniger als ein Prozent der DNA entschlüsselt und auf individuell unterschiedliche Merkmale hin untersucht. Die dabei festgestellten Unterschiede oder Gemeinsamkeiten zwischen zwei oder mehr Personen lassen Rückschlüsse auf eine nähere oder fernere Verwandtschaft zu.

### Computergenealogie
Mit dem Boom des Internets und insbesondere der zunehmenden Digitalisierung archivischer Quellenbestände hat parallel auch die Genealogie einen starken Aufschwung erfahren. Durch das Medium Internet können weltweite Kontakte zwischen Forschern schnell und kostengünstig hergestellt werden. In genealogischen Datenbanken im Internet sind heute viele Millionen erforschter Ahnentafeln und Stammbäume zu finden. Mit GEDCOM hat sich zudem ein Standard für die Abbildung und Strukturierung von genealogischen Daten gebildet, der von einer Vielzahl genealogischer Programme unterstützt wird.
Bei einem Teil der Genealogen wird die Haltung beobachtet, diese Arbeitsweise sei die Genealogie an sich. So wird dabei teils vernachlässigt, dass nur durch gründliche Arbeit an den Quellen das Material für derartige Datenbanken entsteht.
Einige amerikanische und auch deutsche Firmen nutzen das Thema Ahnenforschung dazu, kostengünstig personenbezogene Daten zu ermitteln. Nutzer von Web-Portalen geben etwa Adressen und Geburtsdaten über ihre Verwandten ein – die jedoch im Zuge des viralen Marketings oder von Affiliate-Netzwerken missbraucht werden können. Personenbezogene Daten werden so in ungewöhnlich großer Menge über lebende und verstorbene Personen vermarktbar. Das Datenschutzrecht greift hier häufig nicht, wenn etwa der Nutzer in den Geschäftsbedingungen der grenzüberschreitenden Verarbeitung zugestimmt hat und somit das deutsche Recht nicht anwendbar ist.
2019 erhielt die Firma Ancestry.com in Deutschland den Negativpreis „BigBrotherAward“ in der neu geschaffenen Kategorie Biotechnik, „weil sie Menschen mit Interesse an Familienforschung dazu verleitet, ihre Speichelproben einzusenden. Ancestry verkauft die Gendaten an die kommerzielle Pharmaforschung, ermöglicht verdeckte Vaterschaftstests und schafft die Datengrundlage für polizeiliche genetische Rasterungen“ (siehe Genetische Genealogie: Kritik).

## Wissenschaftliche Arbeitsweise und Bedeutung
Da wissenschaftliche Forschungen bei vielen Fragen der Repräsentativität bedarf, galten genealogische Quellen lange Zeit als ungeeignet. Beispielsweise in den Arbeiten von Jacques Dupaquier zur Sozialgeschichte Frankreichs wurden jedoch repräsentative Stichproben erhoben, wobei sich Dupaquier auf Stammlisten stützte.
Wissenschaftlichkeit der Arbeitsmethoden bedeutet auch für die Genealogen die Objektivität der Forschung, unabhängig von der Person, die sie betreibt. Abstammungen gelten nur dann als belegt, wenn andere Forscher, die von den vorhandenen Quellen ausgehen, zu denselben Ergebnissen gelangen müssen. Bestehen Zweifel und Unsicherheiten, so sind diese in den Ahnenlisten als solche zu kennzeichnen. Errechnete Werte oder bloße Vermutungen müssen als solche erkennbar sein.
Auch etablierte akademische Disziplinen besitzen in der Regel keine ständigen Kontrollgremien, sondern setzen das Streben nach Wahrhaftigkeit aller Forscher voraus. Das Kriterium, das den Forscher vom Phantasten (etwa beim unbekannten Vater für ein uneheliches Kind) oder gar Betrüger trennt, ist die Wiederholbarkeit des Abstammungsnachweises durch andere Forscher. Sorgfältigeres Arbeiten, etwa durch die Einbeziehung neuer, bisher unbekannter Quellen und Methoden (siehe auch Vaterschaftsgutachten) kann dabei in Einzelfällen durchaus zu Revisionen bisher als ausreichend belegt geltender Abstammung führen.
Zwischen der Begriffsgeschichte und der Genealogie besteht eine gegenseitige Beziehung, die bisher wenig beachtet wurde. Denn Sprache und Begriffe sind in Raum und Zeit veränderlich, über die sich genealogische Forschungen erstrecken. Familiennamen, Ortsnamen, Flurnamen, Berufsbezeichnungen, Verwandtschaftsbezeichnungen, Rechtsbegriffe und volkskundlich wichtige Begriffe – einschließlich der Formeln, mit denen die Pfarrer vorehelichen Geschlechtsverkehr und uneheliche Geburt brandmarkten – sind in guten Ahnenlisten zu Tausenden enthalten. Kartiert man zum Beispiel aus hunderten solcher Listen die Bezeichnungen der Berufe, Jahrzehnt für Jahrzehnt getrennt, dann lässt sich die regionale Verbreitung, etwa für die Bezeichnung von Bauern und der Begriffswandel belegen, was wiederum die Voraussetzung für richtige Zuordnungen der Sozialgeschichte ist.
Der Genealoge kann dazu beitragen, die Aussagekraft seiner Arbeiten zu erhöhen, indem er Angaben zu verschiedenen Schreibweisen von Familiennamen und zu Berufen in seinen Arbeiten quellengetreu wiedergibt und nicht modernisiert oder zu stark generalisiert. Dazu gehört etwas heimatgeschichtliche Erfahrung und Fingerspitzengefühl: „Bäcker“ oder „Becker“ zu unterscheiden, ist fast bedeutungslos, „Fleischer“ von „Fleischhauer“ aber sprach- und begriffsgeschichtlich bedeutsam und die Grenze zwischen „Wagner“ und „Stellmacher“ trennt sogar Mundarten-Räume.
Familienbeziehungen können mit Hilfe von Genogrammen veranschaulicht werden.

### Genealogie und Vererbung

Erbgang der Bluterkrankheit am Beispiel der britischen Königin Victoria

Der Beginn des 20. Jahrhunderts war von der naiven Vorstellung geprägt, dass mit genealogischen Daten ein direkter Beitrag zu leisten wäre, die Vererbung zahlreicher Merkmale zu klären („Genetische Genealogie“). Man nahm einfach vorgegebene sprachliche Ganzheiten für psychische Variablen, etwa „Ehrgeiz“ und „Gutgläubigkeit“, so wie man „blondes Haar“ und „blaue Augen“ nahm, und untersuchte den Erbgang von „Ehrgeiz“ und „Gutgläubigkeit“.
Durch diese Methoden konnten keine seriösen Ergebnisse erzielt werden, da die Auswirkungen der Erziehung und anderer Umwelteinflüsse auf die Entwicklung psychischer Eigenschaften außer Acht gelassen wird. Nur wenige, zumeist monogene Merkmale (wie etwa die Bluterkrankheit) folgen einem auch genealogisch nachvollziehbaren Erbgang. Bei vielen komplexeren (polygenen) Sachverhalten hat es sich als schwierig oder bisher unmöglich erwiesen, einzelne Genwirkungen zu erkennen.

## Quellen für Genealogen

Seiten des Taufbuchs einer evangelischen Kirchengemeinde (1669 bis 1670)

Eine Passagierliste von Einwanderern als genealogische Quelle

## Darstellung der Ergebnisse

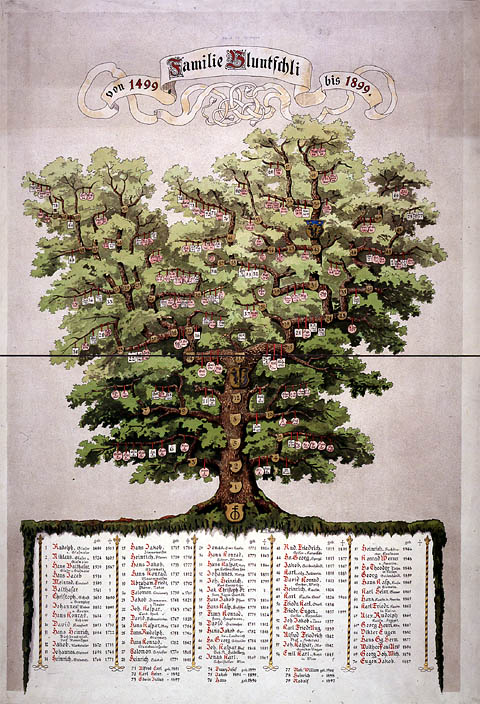
Stammbaum der Familie Bluntschli

### Deutschland bis 1945

Stammtafel der Kaiser des deutschen Reiches

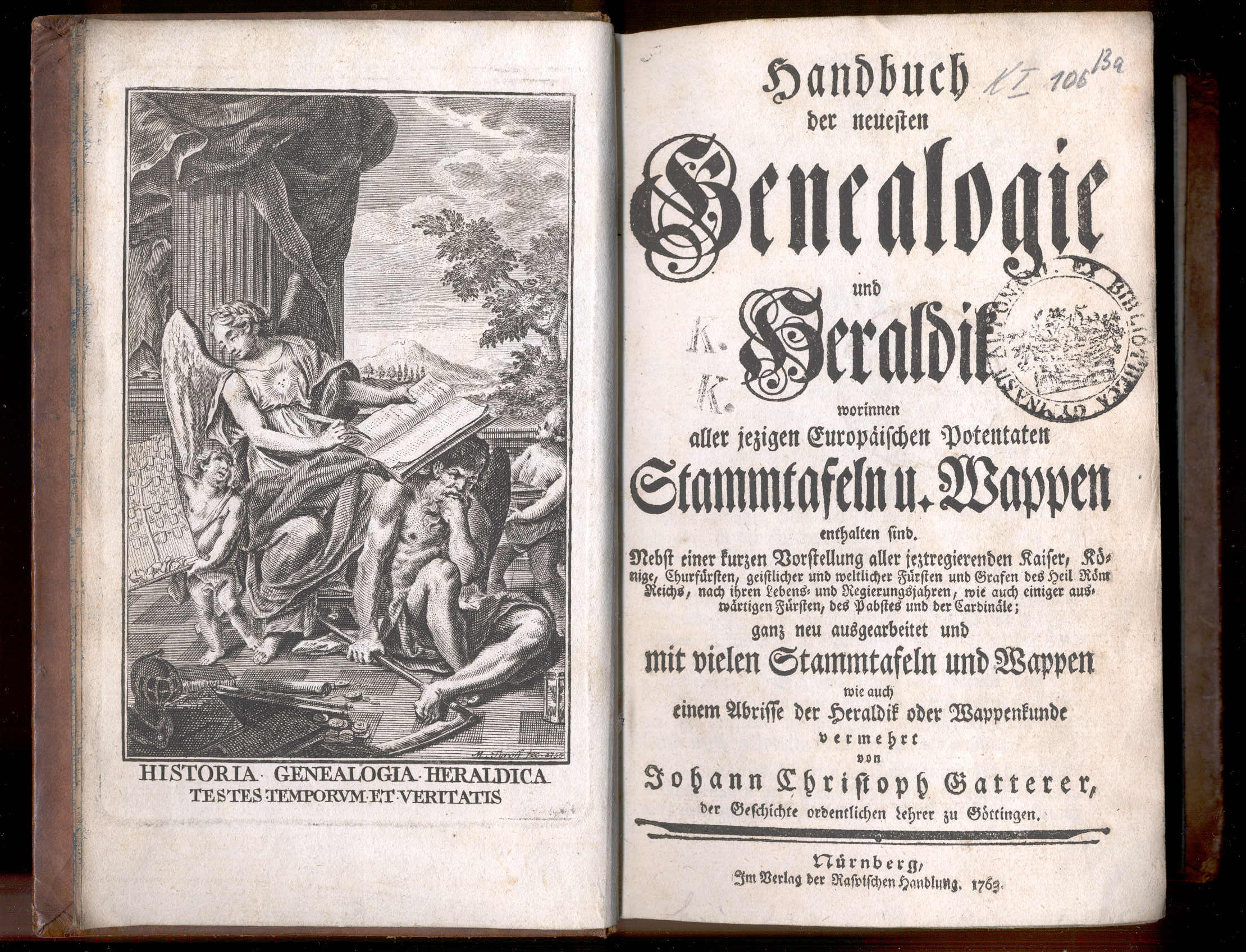
Gatterers Handbuch von 1763

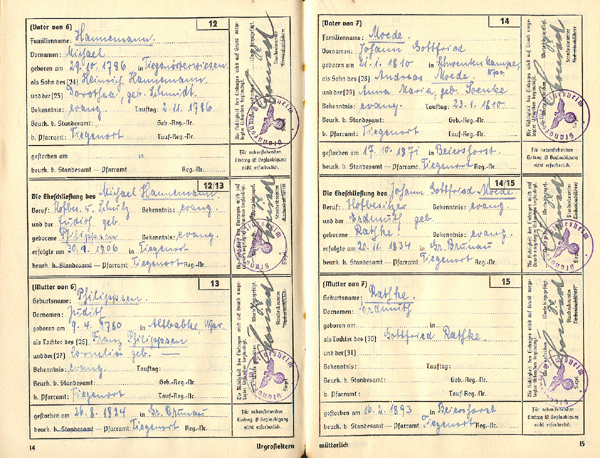
Inhalt eines Ahnenpasses

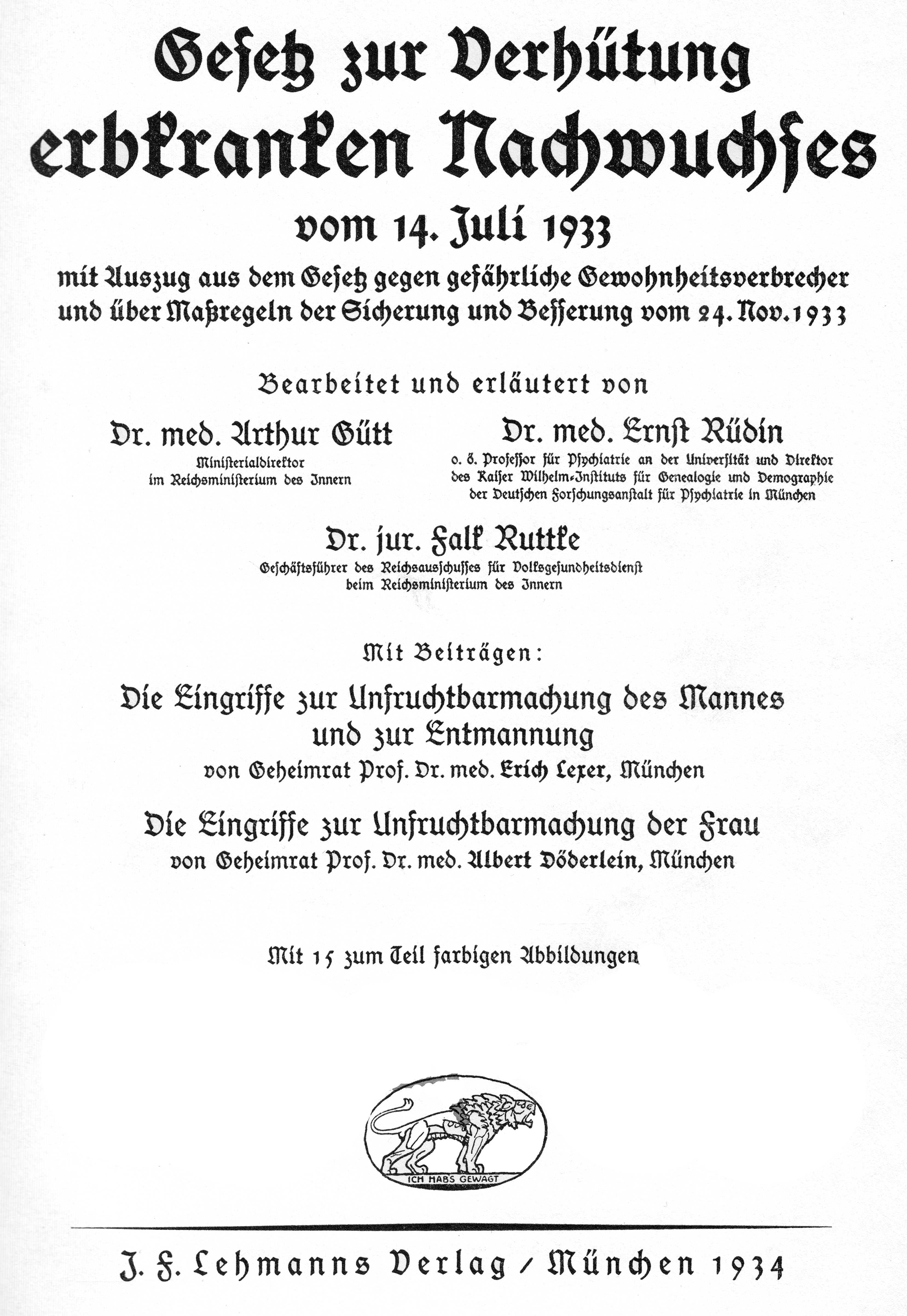
Titelblatt von: Arthur Gütt/Ernst Rüdin/Falk Ruttke: Gesetz zur Verhütung erbkranken Nachwuchses vom 14. Juli 1933. München 1934.

### USA

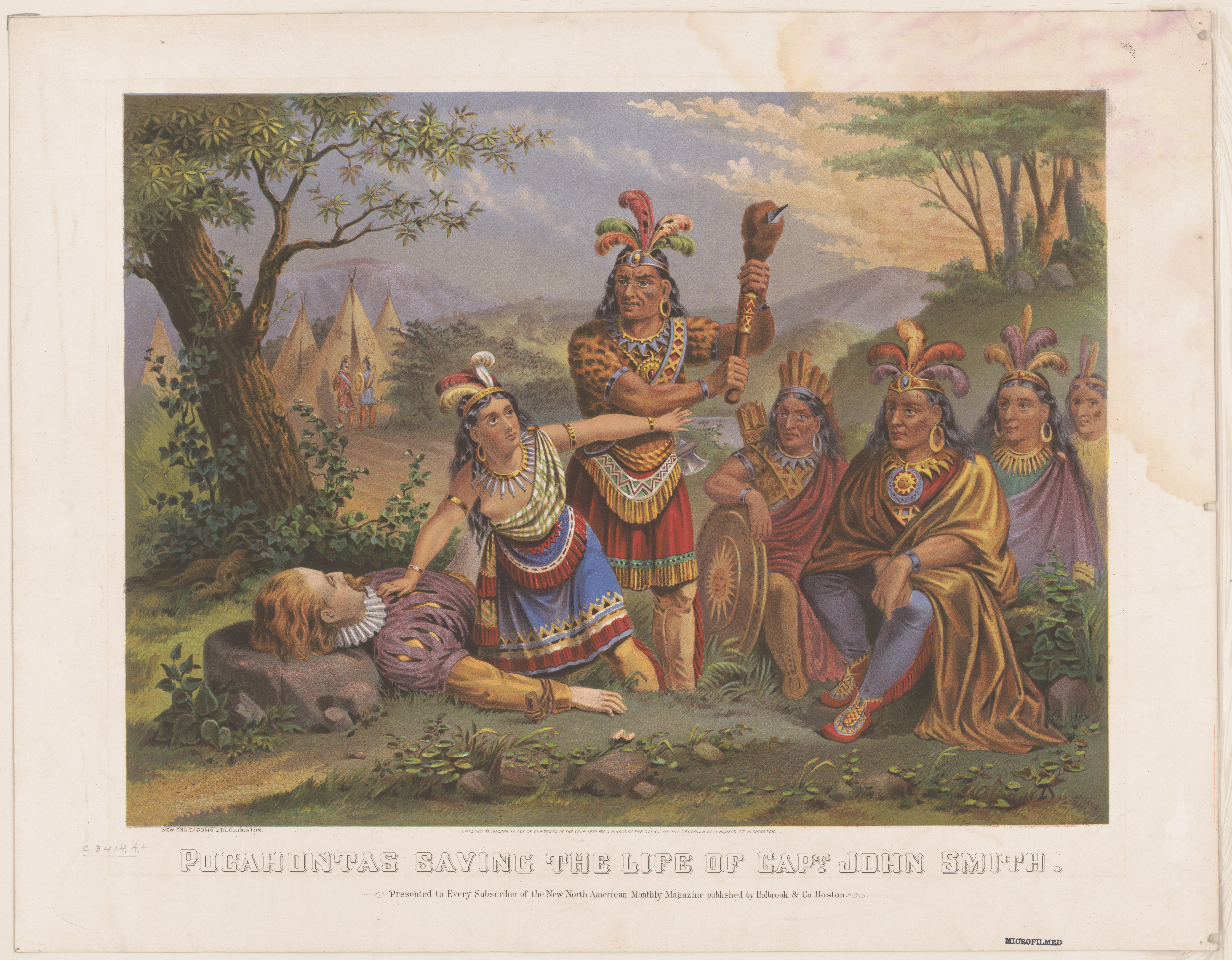
Die Indianer-Prinzessin Pocahontas (1595–1617) zählt zu den Vorfahren der First Ladies Edith Wilson und Nancy Reagan, wie auch von George Wythe Randolph, Percival Lowell, Richard Byrd und Pauline de Rothschild (Lithografie 1870)

### Genealogie im Judentum

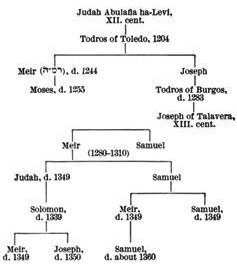
Ausschnitt aus der Stammtafel der spanischen Familie Abulafia

### Überregionale Organisationen

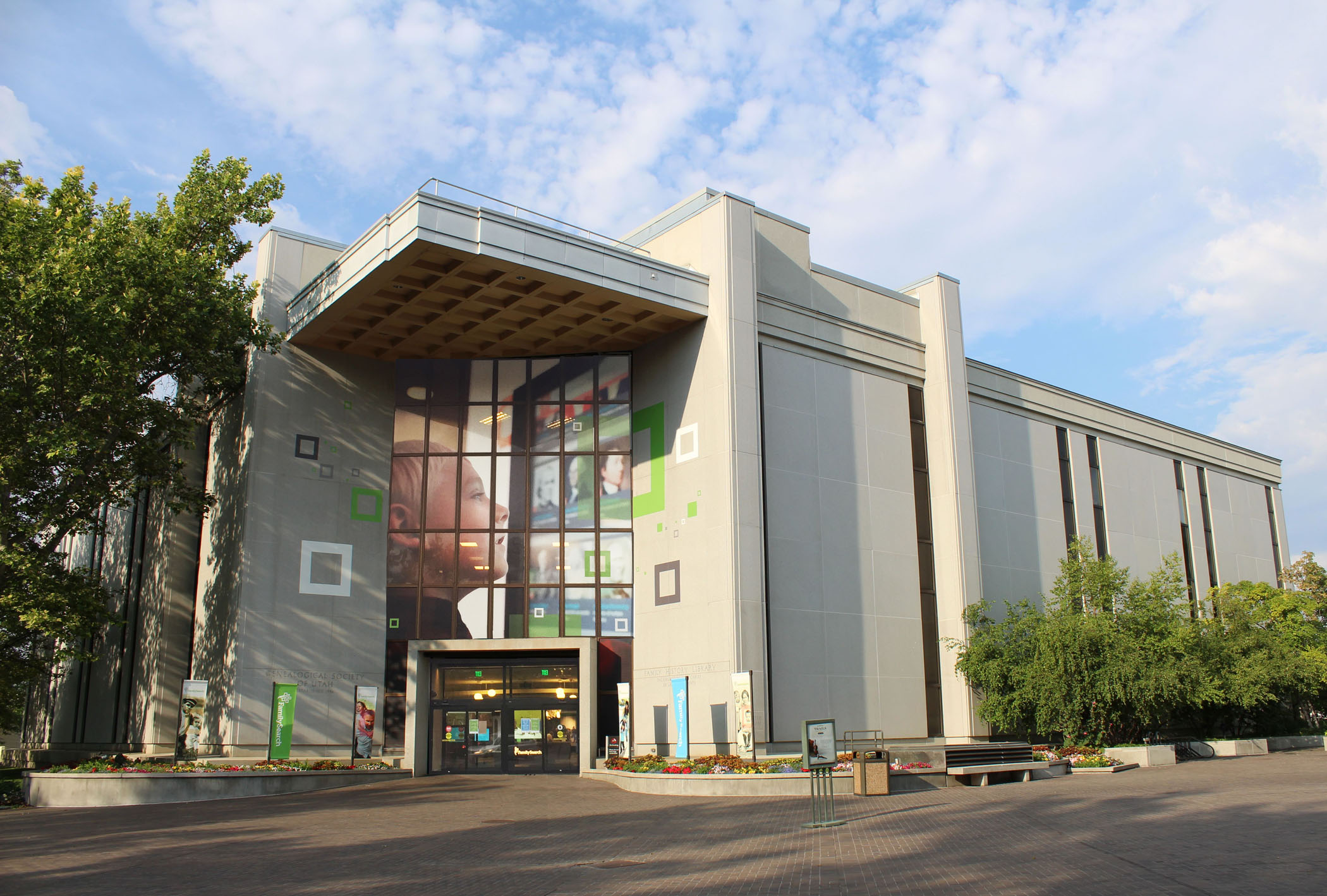
Die Forschungs-Bibliothek FamilySearch der Mormonen-Kirche ist für die Öffentlichkeit zugänglich.

### Genealogie und Heimatgeschichte
Genealogen sind meist nicht nur Kenner der Heimatgeschichte bestimmter Gebiete, sondern konkretisieren bei ihrer Tätigkeit allgemeine historische Phänomene mit Blick auf einzelne Personen. Fast in jeder Ahnenliste häufen sich die Ahnen im 16. bis 18. Jahrhundert in bestimmten Gemeinden, ja stellen in manchen Dörfern einen beträchtlichen Prozentsatz der Einwohnerschaft. Für die Einordnung und Bewertung der Berufe, der Kaufpreise der Güter und Häuser oder der landschaftsgebundenen Bezeichnungen wird damit ein heimatgeschichtliches Grundwissen unentbehrlich. In vielen Fällen ist die bereits vorhandene heimatgeschichtliche Literatur (Chroniken; Beilagen der Tageszeitungen; Reihe Werte unserer deutschen Heimat) eine wertvolle genealogische Quelle, in anderen Fällen bearbeitet gerade der Genealoge das Ortsfamilienbuch, die Ortschronik oder erarbeitet heimatgeschichtliche Beiträge und Lebensbilder. Heimatgeschichte verbunden mit Genealogie und mit persönlichem Bezug zur Gegenwart ist keine abstrakte Geschichte. Durch die Verbindung von Personen, Ereignissen, Daten, Häusern und den Lebensumständen der Vergangenheit mit ihren sozialen Konflikten und Kämpfen, oft auch unter Einbeziehung von Herkunftssagen, entsteht ein umfassendes Bild.